# ハイイロフエガラス
ハイイロフエガラス(学名:Stepera versicolor)は、スズメ目フエガラス科に分類される鳥類の一種である。

## 概要
亜種は6亜種確認されている。亜種により羽毛や体長の大きさに違いがある。
体長は45－50cm。灰色の羽毛であり、尾羽の先に白色の帯があり、下尾筒も白色。亜種にもよるが、初列風切り羽の先端が白色で、また初列風切り羽の根元に白いパッチがある亜種もある。虹彩は明るい黄色。
フエガラスによく似ているが、フエガラスよりも全体的に灰色か、茶褐色をしており、くちばしの色も薄く、フエガラスにはある上尾筒の白い帯を欠くことで識別することが出来る。

## 分布
オーストラリアのニュー・サウス・ウェールズ州、ビクトリア州、南オーストラリア州、西オーストラリア州、タスマニア州。オーストラリアの南部の海岸地帯から、砂漠地帯にかけて分布する。ただし、乾燥地帯では稀。

## 生態
食性は雑食性で、木の実や果実、昆虫などの無脊椎動物、鳥類の卵や雛、ネズミ類などの小型ほ乳類、カエル類やトカゲ類を採餌する。